# Лютнист (Ніколя Турньє)
Лютнист ( англ. Lute Player ) - картина на музичний сюжет, яку створив французький послідовник Караваджо - Ніколя Турньє ( 1590—1639 ) в роки удосконалення майстерності в Італії.
Картина потрапила в Державний Ермітаж тільки в 1924 році після націоналізації картинних галерей з покинутих палаців аристократів і багатіїв Санкт-Петербурга, перейменованого на Ленінград. Поверхневий погляд на картину відсилав твір до творчості Караваджо, відомого італійського майстра зламу 16 - 17 століть. Останній двічі створив картину з «Лютнистом», але подав того біля столу з коштовним арабським килимом та натюрмортом з квітами. Нове полотно в музейній збірці на ту ж тему лише нагадувало композиції Караваджо корочневим одягом персонажа та музичним сюжетом. В переліку творів Караваджо подібного полотна без столу, килиму і натюрморту не було. До того ж повної уяви про всі твори Караваджо на 1925 рік ще не було. Проблемою вивчення творів Караваджо був заклопотаний італійський мистецтвознавець Роберто Лонгі.
Полотно було гравійоване в давнину, але обрізане колись знизу. На гравюрі - лютнист був тоді з ногами. Можливо, полотно не вміщалася в нову розкішну раму і його скоротили. Але понизу міг бути підпис художника... Дещо інша художня манера навела дослідників на думку, що це твір римського послідовника Караваджо на ім'я Бартоломео Манфреді. Під іменем Манфреді картина декілька десятиліть виставлялася в експозиції поряд з іншими творами караваджистів.
Нові дослідження полотна дозволили зробити переатрибуцію і картина нині віднесена до творчості Ніколя Турньє, французького художника, що стажувався в Римі, але вже по смерті Караваджо. Його стажування пов'язують з майстернею Бартоломео Манфреді, що могло вплинути на ранні твори Ніколя Турньє. Але останній перебував в Римі в 1619 - 1926 роках і деякий час співпрацював з Валантеном де Булонь, якого вважають вчителем Турньє.

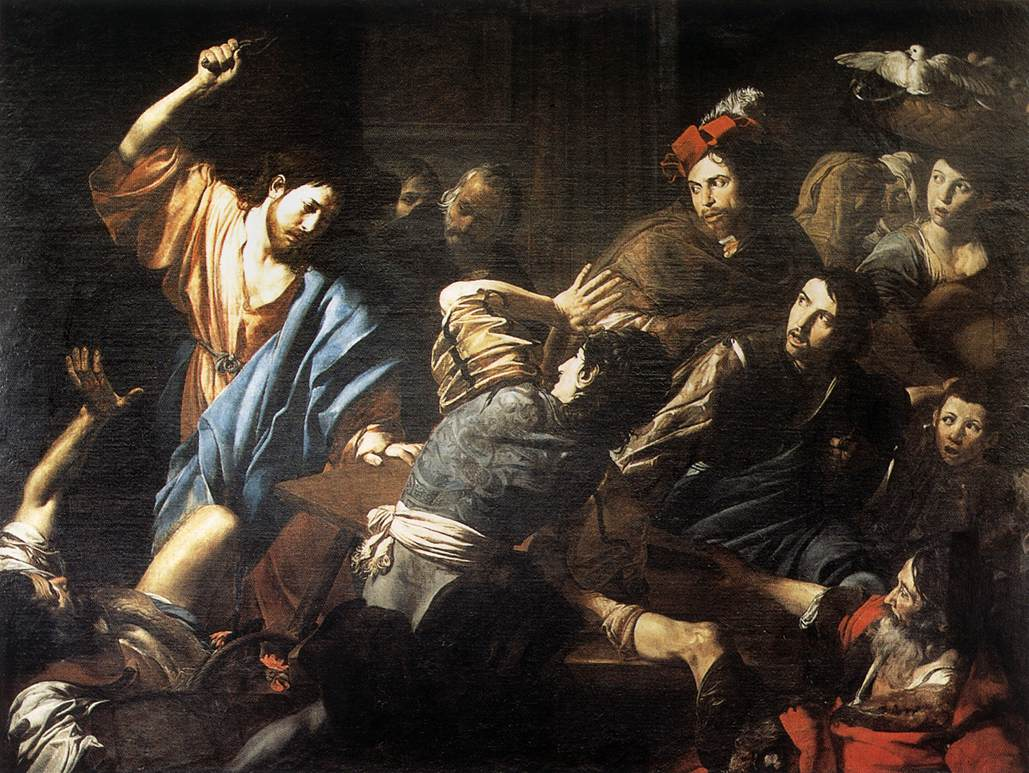
Валантен де Булонь.«Вигнання торгашів з храму»
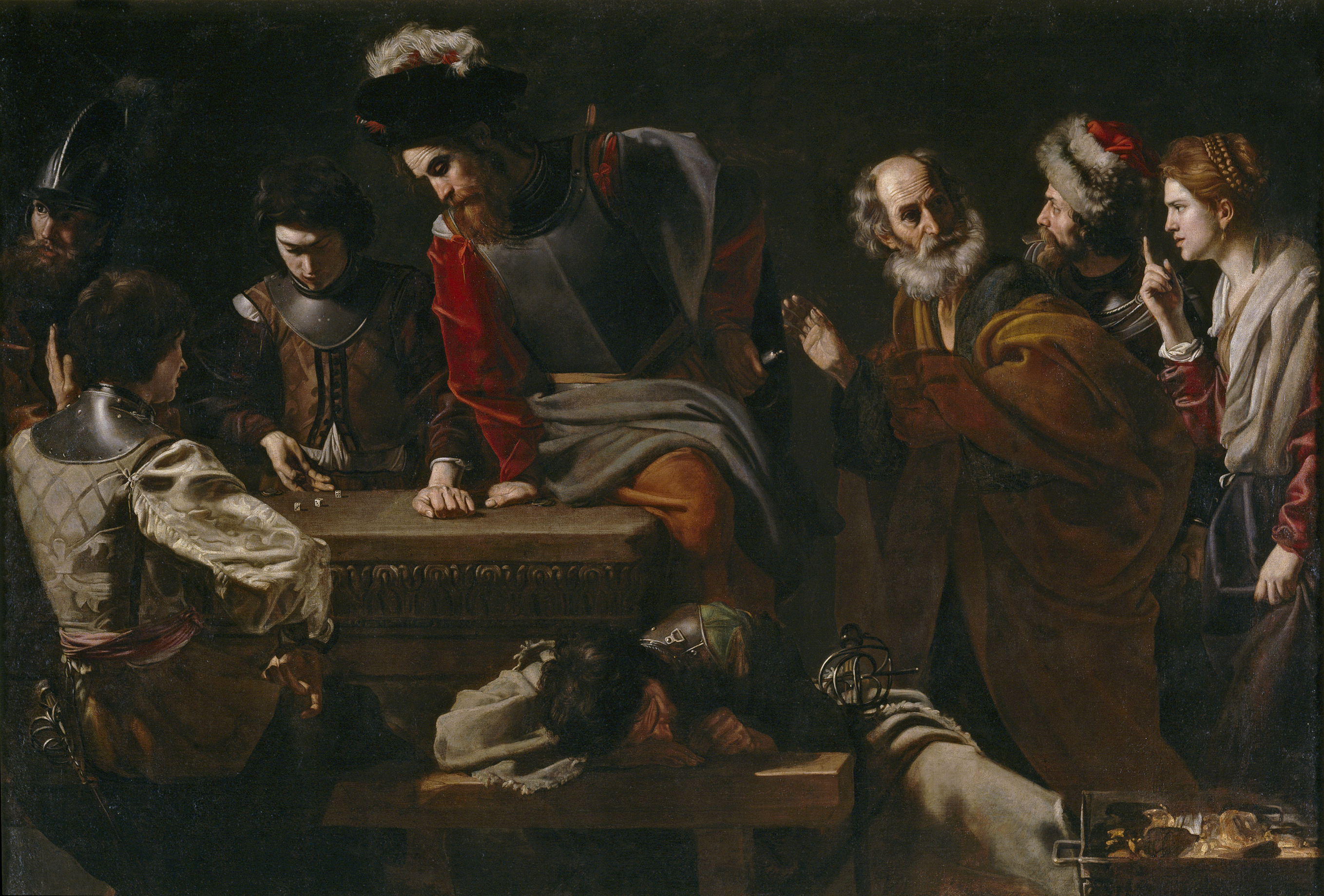
Ніколя Турньє. «Зречення апостола Петра»

Валантен  де Булонь, талановитий, зі значним драматичним обдаруванням, можливо, був найбільш значущою фігурою серед художників Франції, що працювали в Італії на початку 17 століття. Обдарування Ніколя Турньє, незважаючи на звертання до трагічних біблійних сюжетів («Зречення апостола Петра»,  « Несення креста на Голгофу», « Оплакування Христа » ) менш драматичне, делікатне. Він полюбляв музичні сюжети і створив низку картин з «Концертами» та зображенням поодиноких фігур музикантів ( «Флейтист», Брешія, «Концерт», Лувр ). До цієї серії картин відносять нині і ермітажного «Лютниста». 

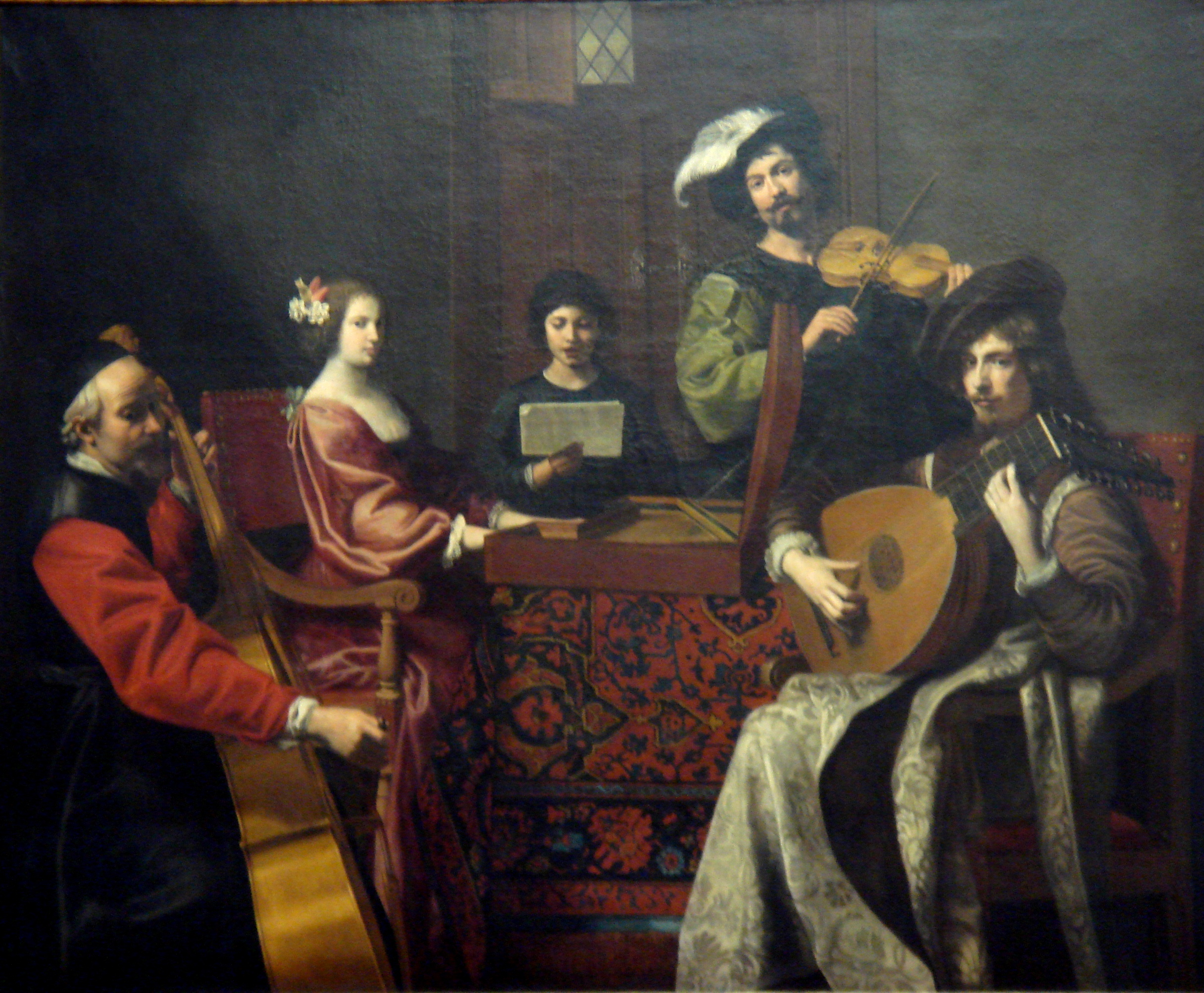
Николя Турньє. «Концерт», Лувр.